# Hieracium guglerianum
Hieracium guglerianum es una especie de planta con flor del género Hieracium, de la familia Asteraceae, orden Asterales.

## Distribución
Hieracium guglerianum se distribuye por Albania y exYugoslavia.

## Taxonomía
Fue descrita científicamente por Zahn.
Tratamiento taxonómico
La especie aparece registrada y publicada en Magyar Bot. Lapok.